# James Paul Johnson

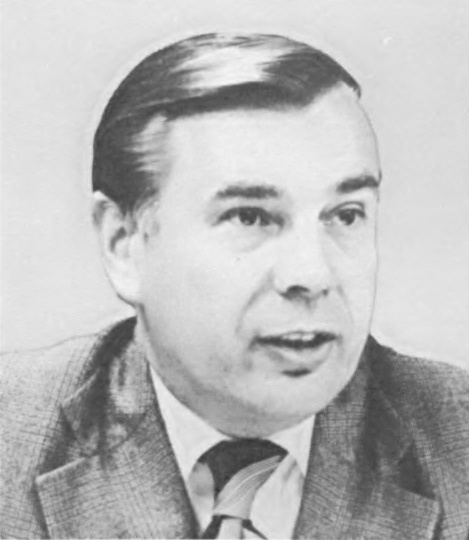
James Paul Johnson

James Paul Johnson (* 2. Juni 1930 in Yankton, South Dakota; † 16. November 2023 in Fort Collins, Colorado) war ein US-amerikanischer Politiker. Zwischen 1973 und 1981 vertrat er den vierten Wahlbezirk des Bundesstaates Colorado im US-Repräsentantenhaus.

## Werdegang
James Johnson besuchte bis 1952 die Northwestern University in Evanston (Illinois). Von 1952 bis 1956 war er Jetpilot im United States Marine Corps. Dabei war er in Korea eingesetzt. Nach einem Jurastudium an der University of Colorado in Boulder und seiner im Jahr 1959 erfolgten Zulassung als Rechtsanwalt begann er in seinem neuen Beruf zu arbeiten. Von 1959 bis 1966 war er stellvertretender Staatsanwalt im achten Gerichtsbezirk von Colorado; bis 1965 war er städtischer Richter in der Stadt Ault. Von 1969 bis 1971 war er Mitglied in einem Schulrat in Fort Collins. Politisch schloss sich Johnson der Republikanischen Partei an. Zwischen 1960 und 1972 war er Delegierter auf deren jeweiligen regionalen Parteitagen in Colorado.
1972 wurde Johnson im vierten Distrikt von Colorado in das US-Repräsentantenhaus in Washington gewählt. Dort löste er am 3. Januar 1973 den Demokraten Wayne N. Aspinall ab. Nachdem er dreimal wiedergewählt worden war, konnte er bis zum 3. Januar 1981 insgesamt vier Legislaturperioden im Kongress absolvieren. Im Jahr 1980 verzichtete er auf eine erneute Kandidatur. In der Folge arbeitete er als Rechtsanwalt in Fort Collins. Von 1984 bis 1986 war er Mitglied der Kommission, die sich mit den Berufungen an den Obersten Gerichtshof von Colorado befasste. Von 1985 bis 1987 saß er auch im Wasserschutzausschuss des Staates. Später lebte James Johnson in Fort Collins im Ruhestand.